# Mama Mundi
Mama Mundi é o terceiro álbum de estúdio do cantor e compositor brasileiro Chico César, lançado em 2000 pela MZA Music.

## Faixas
1. "4h15 ou 10p/3" – (Chico César)
2. - "Dança do Papangu" - (Chico César / Zeca Baleiro)
  - "Imbalança" - (Luiz Gonzaga / Zé Dantas)
3. "Tambor" - (Chico César)
4. "Pensando Em Você" - (Chico César)
5. "A Força Que Nunca Seca" - (Vanessa da Mata / Chico César)
6. "Nego Forro" - (Chico César)
7. "Talvez Você - (Chico César)
8. "Mama Mundi" - (Chico César)
9. "Barco" - (Chico César)
10. "Aquidauana" - (Chico César)
11. "Sou Rebelde" - (M. Alejandro)
12. "Dança" - (Chico César)
13. "Folclore" - (Chico César)
14. "Sonho de Curumim" - (Chico César)